# 24-годинний формат часу
24-годинний формат часу — система відліку часу, за якою доба триває з опівночі до опівночі та поділяється на 24 години. Це позначається годинами й хвилинами, що пройшли з опівночі, з 0:00 до 23:59. Ця система, на відміну від 12-годинної, є найпоширенішою у світі та використовується міжнародним стандартом ISO 8601.
У ряді країн, особливо англомовних, використовується 12-годинний час або суміш 24-годинного і 12-годинного часу. У країнах, де домінує 12-годинний час, деякі професії вважають за краще використовувати 24-годинний час. Наприклад, у медичній практиці 24-годинний час зазвичай використовується в документації, оскільки він запобігає будь-яким двозначностям щодо того, коли відбулися події в історії хвороби пацієнта.
| 24-годинний формат часу | 12-годинний формат часу |
| ----------------------- | ----------------------- |
| 00:00                   | 12:00                   |
| 01:00                   | 1:00                    |
| 02:00                   | 2:00                    |
| 03:00                   | 3:00                    |
| 04:00                   | 4:00                    |
| 05:00                   | 5:00                    |
| 06:00                   | 6:00                    |
| 07:00                   | 7:00                    |
| 08:00                   | 8:00                    |
| 09:00                   | 9:00                    |
| 10:00                   | 10:00                   |
| 11:00                   | 11:00                   |
| 12:00                   | 12:00                   |
| 13:00                   | 1:00                    |
| 14:00                   | 2:00                    |
| 15:00                   | 3:00                    |
| 16:00                   | 4:00                    |
| 17:00                   | 5:00                    |
| 18:00                   | 6:00                    |
| 19:00                   | 7:00                    |
| 20:00                   | 8:00                    |
| 21:00                   | 9:00                    |
| 22:00                   | 10:00                   |
| 23:00                   | 11:00                   |

## Історія
Першим механічним громадським годинником, запровадженим в Італії, був механічний 24-годинний годинник, який відраховував 24 години доби від пів години після заходу сонця до вечора наступного дня. 24-та година була останньою годиною денного часу.
З XIV по XVII століття в Європі конкурували дві системи вимірювання часу:
- Італійський (богемський, старочеський) годинник (повний циферблат): 24-годинна система, за якою доба починалася після заходу сонця; на статичному циферблаті 24-та година розташовувалася з правого боку. В Італії він переважно був модифікований до системи 4×6 годин, але деякі 24-годинні циферблати проіснували до XIX століття. Особливого поширення ця система набула в альпійських країнах, Чехії та Польщі. У Чехії ця система була остаточно заборонена лише 1621 року після поразки на Білій горі. Празький астрономічний годинник йшов за старочеським годинником аж до його знищення у 1945 році. Варіант з відліком від світанку також рідко задокументований і використовується, наприклад, на кабінетному годиннику XVI століття у Віденському художньо-історичному музеї.
- Німецький (галльський) годинник (напівциферблат): Система 2×12 годин, що починається опівночі та перезапускається опівдні. Характерний 12-годинний циферблат з цифрою 12 у верхній частині.

Сучасна 24-годинна система є адаптацією німецької опівнічної системи відліку часу кінця XIX століття, і тоді вона переважала у світі, за винятком деяких англомовних країн.